# Льодовик

Льодовики: 1 — в Андах (Південна Аргентина); 2 — поблизу берегів Аляски; 3,4 — на Північному Кавказі; 5 — в Антарктиді

Тріщини кліважу в льодовику, що рухається

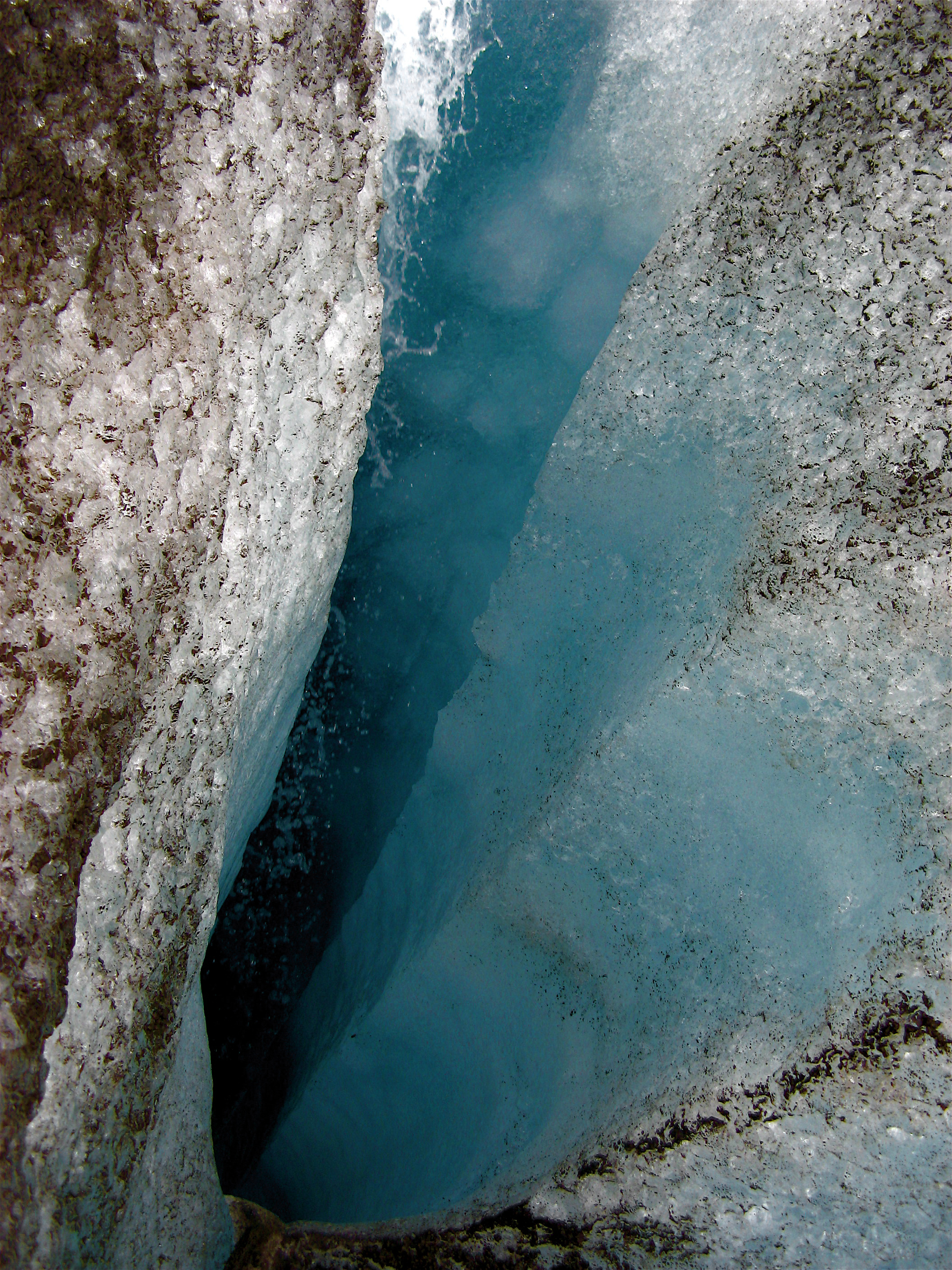
Тріщина в льодовику

Льодовик або лідни́ця — багаторічне природне накопичення льоду на земній поверхні. Утворюється з твердих атмосферних опадів у тих районах, де протягом року таких опадів випадає більше, ніж тане та випаровується.

## Загальна характеристика

Періто-Морено (льодовик).

На Землі 98,5 % льодовикового льоду міститься у величезних льодах полярних областей, однак льодовики трапляються також у гірських хребтах усіх континентів, окрім Австралії, (у Гімалаях, Андах, Кордильєрах, Альпах, на Памірі, Кавказі, деяких високих горах Східної Африки, Мексики тощо), та на кількох високоширотних океанських островах.
Льодовиковий лід — найбільший резервуар прісної води на Землі, який підтримує одну третину світового населення. Оскільки льодовикові маси залежать від довгострокових змін клімату (наприклад, опадів, середньої температури, хмарності), зміни льодовикових мас вважаються одними з найчутливіших індикаторів зміни клімату і є основним джерелом змін рівня океану.
Льодовик формується на земній поверхні, коли сніговий покрив не встигає повністю розтанути і/або випаруватися. Льодовики поширені у високих широтах північної і південної півкуль Землі, у високих горах усіх широт. Загальна площа сучасних Льодовиків становить близько 16 млн км² (11 % площі суходолу), об'єм— близько 30 млн км³, але через глобальне потепління має тенденцію до зменшення. Максимальна потужність криги досягає 4 км. Основна маса криги льодовиків зосереджена в Антарктиді та Ґренландії. Товщина льодовикового покриву Антарктиди становить 2000-4000 м, у ньому зосереджено 80 % прісної води планети. Льодовики Антарктиди і Гренландії, подекуди сповзаючи в океан на шельф і утримуючись на плаву, утворюють шельфові льодовики.

## Будова
Льодовики можуть характеризуватися досить складною будовою (структурою). В першу чергу для будь-яких типів льодовиків виділяють область живлення і область абляції (руйнування). В області живлення окремо виділяють фірнову-снігову товщу (басейн). Область абляції у гірських льодовиках називають їх язиком. Складні льодовики та льодовикові системи також складаються з певних частин. В межах частин льодовика можна розглядати більш детальну будову: нашарування по глибині, системи тріщин та порожнин, льодовикову гідрофізичну сітку, льодопади, включення гірських порід (морени) та ін. Гідрографічна сітка льодовика може складатися з тріщин з водою на дні, колодязів, льодовикових каналів стоку, каверн повністю або частково заповнених водою, приконтактного шару з водяною плівкою, окремими каналами стоку та кавернами, штучних свердловин, лінз води у сніжно-фірновій товщі на контакті фірн-лід та інших об'єктів.

## Класифікація
В гляціології розрізняють два основні типи льодовиків, в яких своєю чергою виділяють окремі різновиди:
- льодовикові покриви
  - наземні
  - шельфові
    - плавучі
    - донні
- гірські
  - висячі
  - каррові
  - долинні
  - переметні
  - відроджені

Крім того, за температурним режимом виділяють «теплі» льодовики, в яких основна маса криги постійно має температуру танення і «холодні», з основною температурою тіла льодовика нижче за точку танення. Льодовики в сукупності з талими водами беруть участь у створенні льодовикового рельєфу («баранячі лоби», «кучеряві скелі» — на рівнинах, троги, карри, ригелі — в горах, а також моренні рівнини, горби, гряди, зандрові рівнини, флювіогляційні тераси). У процесі руху льодовик виконує складну геологічну роботу — руйнування, перенесення та акумуляцію продуктів руйнування гірських порід.
- Снігова лінія — це межа, вище якої сніг не тане, а накопичується, утворюючи льодовик.
- Морена — уламки гірських порід, принесених льодовиком.
- Гірські льодовики — льодовики, що займають вершини гір, поглиблення на їх схилах і долини гір вище снігової лінії.
- Покривні льодовики — льодовики, що мають товщину до 4 км, приховують нерівності рельєфу і займають великі площі.
- Айсберг — величезні брили льоду, що дрейфують в океані.
- Багаторічна мерзлота — шар мерзлого ґрунту, що постійно зберігає температуру нижче 0 °C.

## Окремі види льодовиків

### Материкові льодовики
Формуються в полярних районах. На відміну від льодовиків гірського типу, вони не мають чітко відокремленої області живлення та стоку, а їх форма не контролюється рельєфом ложа. Товщина криги таких льодовиків максимальна та приховує всі нерівності поверхні землі. Материкові льодовики мають форму опуклого щита. Прикладом таких льодовиків є льодові покриви Ґренландії та Антарктиди. Швидкість руху: в льодовиковому щиті — 0,03 — 0,35 м/добу, вивідних льодовиках — 0,8 — 27 м/добу.

### Шельфовий льодовик
Прикладом шельфового льодовика може бути льодовик західної частини Антарктиди, де він досягає дна океану і розповсюджується на окремі острови морів Росса та Ведделла. Час від часу від шельфових льодовиків відколюються великі брили криги, які називаються айсбергами. Розміри таких брил досягають декількох кілометрів у довжину, а висота сягає 200 і більше метрів.

### Гірські льодовики
Є в Альпах, Гімалаях, на Тянь-Шані, Памірі, Кавказі тощо. Характерна їх особливість — наявність чітко виражених областей живлення, тобто фірнових басейнів, у межах яких відбувається накопичення снігу та подальше його перетворення в фірн і лід. Розміри, форма і будова гірського льодовика визначаються формою його ложа, обсягами живлення і абляції та рухом льоду. Виділяють такі основні їх типи:
- Долинні або троги (нім. «трог» — корито) — це найбільші льодовики гірського типу, що формуються у високогірних частинах долин річок.;
- Карові-льодовики кріслоподібних заглиблень, малої потужності без стоку;
- Висячі — це льодовики, що розташовуються в западинах на крутих гірських схилах, звідки витікають у вигляді коротких язиків, що висять над урвищами та періодично відколюються, ініціюючи лавини. Середні швидкості льодовиків долинного типу становлять: в Альпах — 0,2 — 0,4; на Тянь-Шані — 0,4 — 0,5; на Памірі — 0,6 — 0,8; в Гімалаях — 2,0 — 3,5 м/добу.

Льодовики проміжного типу — це льодовики плоскогір'їв, які утворюються в горах зі столоподібними або плескато-опуклими вершинами. Такі льодовики поширені на Скандинавському півострові і називаються льодовиками скандинавського типу.

## Пульсація
Пульсація льодовиків — це періодичні різкі, зі швидкістю до сотень метрів і більше на добу, наступання льодовиків. Зумовлені змінами сили тертя і дробленням льоду. Періодичність пульсацій — від кількох до 100 років.

## Цікаві факти

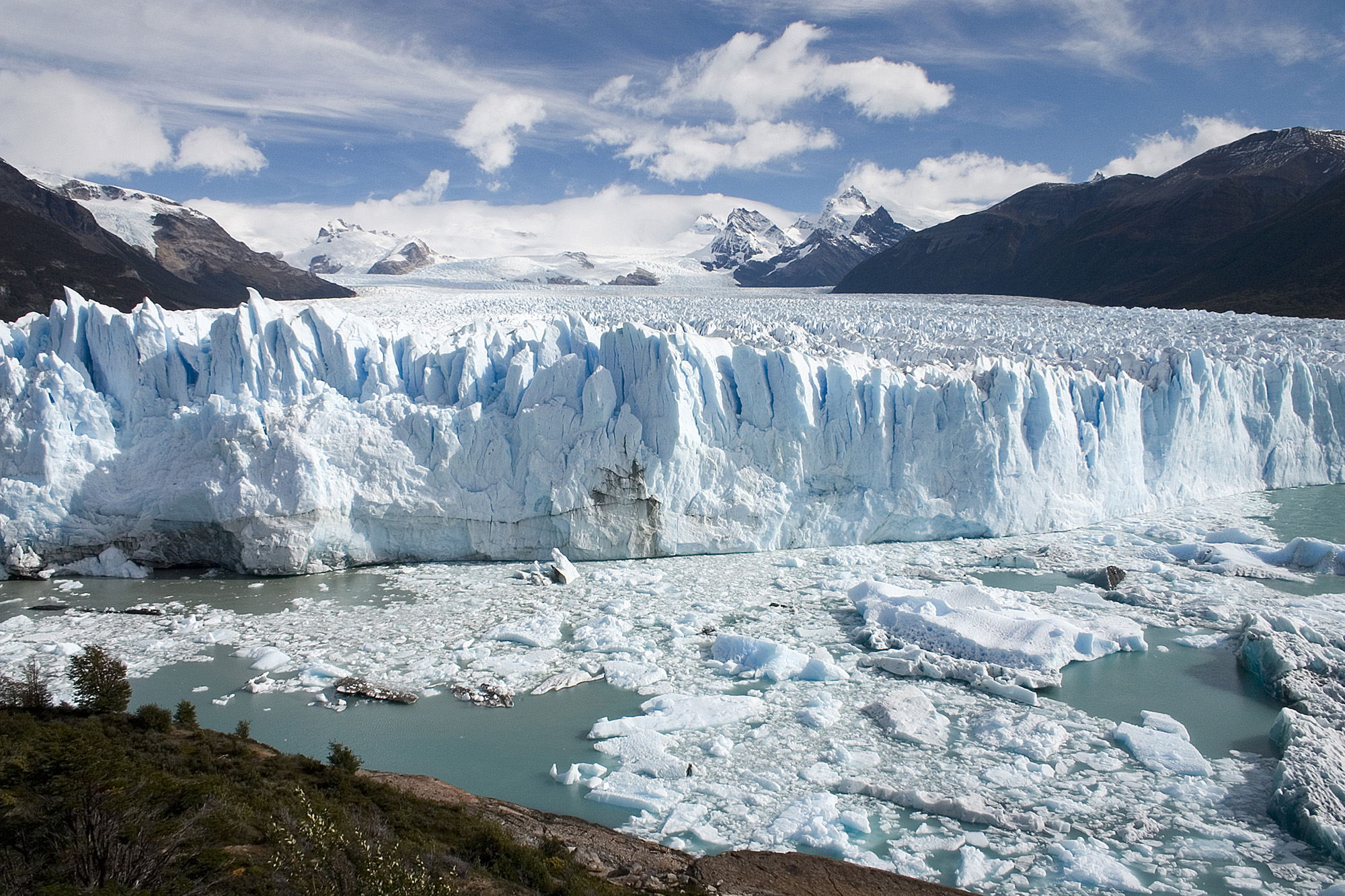
Періто-Морено

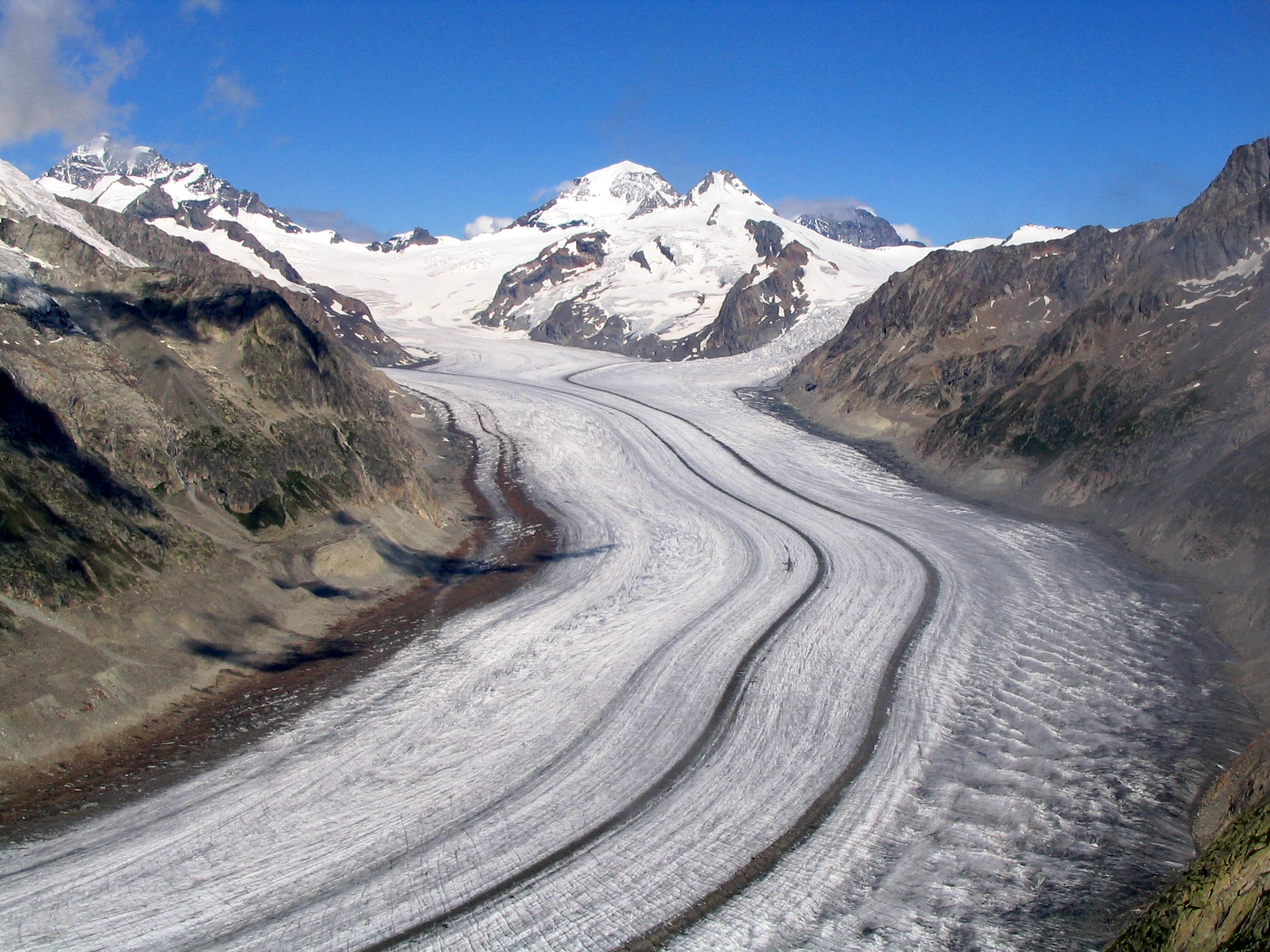
Алецький льодовик

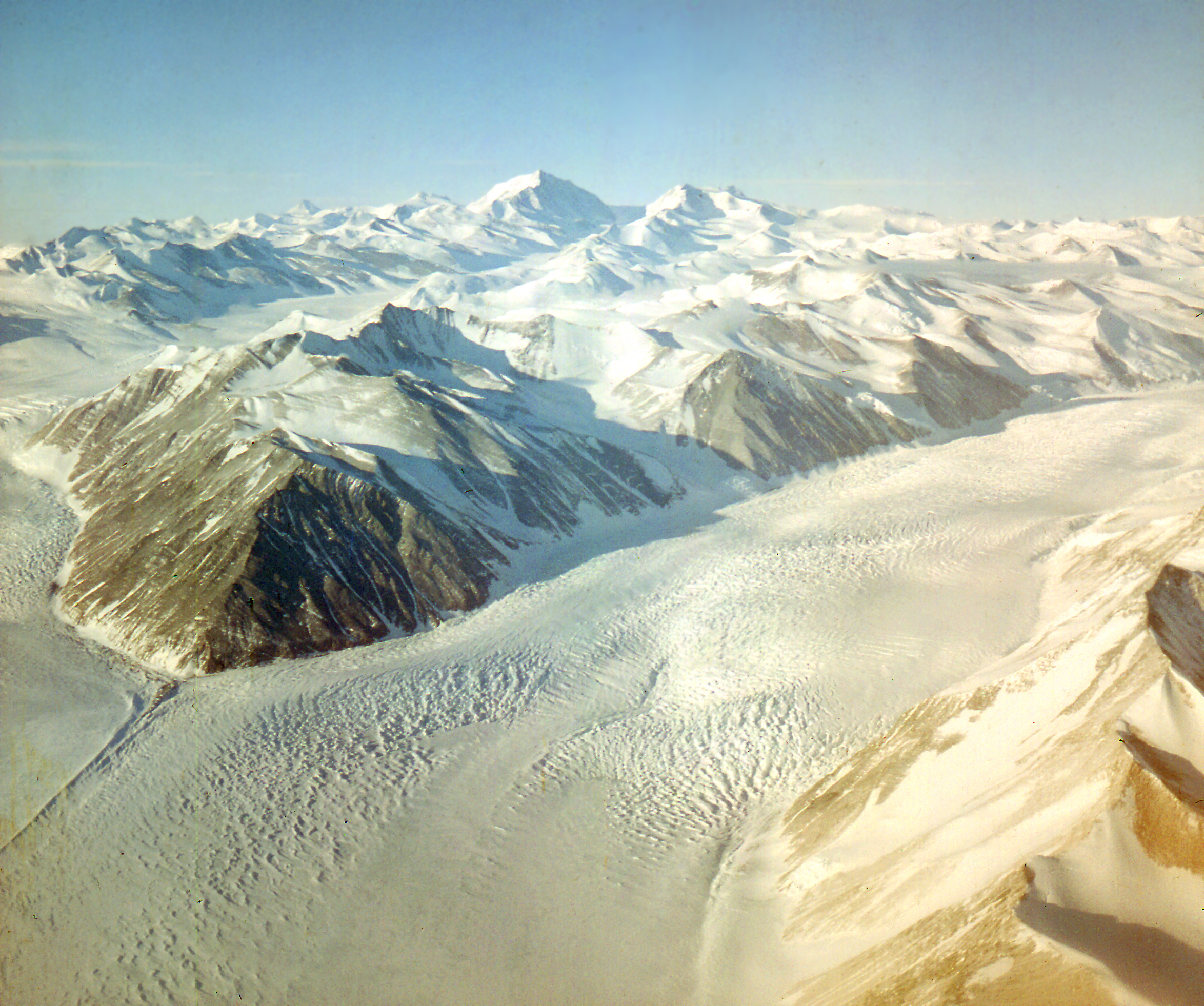
Льодовик Бірдмора в Антарктиді. Фото 1956 р.

- Сучасна площа заледеніння на нашій планеті становить 15 693 256 км². Це значить, що загальна площа, зайнята тільки льодовиками, становить 10 відсотків усієї земної суші. 0,5 відсотка площі заледеніння приходиться на високі гори, 99,5 відсотка — на полярні області. Льодовики нашої планети містять 21 млн км³ води. Якби всі ці льодовики раптом розтанули, то рівень світового океану піднявся б на 50 м[джерело?]. Тільки від танення льоду в Антарктиді всі прибережні країни можуть потерпіти величезну катастрофу.
- Найбільший на земній кулі гірський льодовик розташований в Антарктиді. Це льодовик Фільхнера. Довжина його становить 925 км, а потужність — близько 4 000 м
- Льодовик Федченко — гігантський акумулятор гідроенергії. Велетенська крижана маса з потужністю льоду понад 500 м, піднята на висоту від 4000 до 6000 м, живить багато середньоазійських річок.
- Найдовший гірськодолинний льодовик — Беринга. Він знаходиться в гірських районах Аляски. Його довжина 170 км.
- Великі льодовики Кавказу й Альп рухаються зі швидкістю до 150 м на рік. На Памірі ця швидкість досягає 1500 м на рік чи більш 4 м за добу. Найбільша ж швидкість руху в льодовика Упернивік біля Гренландії — 38 м на добу чи близько 14 000 м за рік.
- Лід в Антарктиді місцями досягає в товщину 3,7 км. Якби він розтанув, рівень океану піднявся б на 55 м[джерело?].
- Європейський космічний корабель Cryosat відстежив близько 200 тисяч льодовиків і виявив, що вони за 10 років через зміни клімату втратили 2 720 мільярдів тонн льоду. Це 2 % їхньої загальної маси[2][3].
- Льодовик — це також народна назва місяця січень

## Найбільші льодовики світу
- Льодовик Ламберта-Фішера (Антарктида) — довжина льодовика — 515 км
- Нова Земля (Росія) — довжина льодовика — 413 км
- Льодовик Арктичного Інституту (Антарктида) — довжина льодовика — 362 км
- Льодовик Німрод-Леннокс-Кінг (Антарктида) − довжина льодовика — 239 км
- Льодовик Денман (Антарктида) — довжина льодовика — 241 км
- Льодовик Бердмор (Антарктида) — довжина льодовика — 225 км
- Льодовик Рікавері (Антарктида) — довжина льодовика — 225 км
- Льодовик Петермана (Гренландія) − довжина льодовика — 200 км
- Льодовик Безіменний (Антарктида) − довжина льодовика — 193 км
- Льодовик Спесор (Антарктида) − довжина льодовика — 135 км
- Габбард (Аляска)
- Зему — довжина льодовика — 25 км, площа — 116,8 км
- Сіачен (Каракорум, Азія) — довжина льодовика — 75 км
- Ватнайокутль (Ісландія)
- Скейдарайокюдль (Ісландія) — довжина льодовика — 48 км
- Тасман (Нова Зеландія) — довжина льодовика — 29 км
- Алецький (Швейцарія, Альпи) — довжина льодовика — 24 км